# Ultratenuipalpus lacorpuzrarosae
Ultratenuipalpus lacorpuzrarosae är en spindeldjursart som beskrevs av Rimando 200. Ultratenuipalpus lacorpuzrarosae ingår i släktet Ultratenuipalpus och familjen Tenuipalpidae. Inga underarter finns listade i Catalogue of Life.